# Władysław Krzysztofowicz Komar
Władysław Hieronim Krzysztofowicz Komar herbu własnego – sędzia ziemski oszmiański w latach 1652–1682, stolnik miński w 1649 roku, podczaszy brasławski w latach 1645–1649.
Żonaty z Elżbietą Dolską i Anną Dawidówną Narownikówną primo voto Władysławową Duninową Rajecką (m. 1668).
Poseł powiatu oszmiańskiego na sejm 1661 roku. Na sejmie 1661 roku wyznaczony z Koła Poselskiego komisarzem do zapłaty wojsku Wielkiego Księstwa Litewskiego